# Diaphanogryllacris albifrons
Diaphanogryllacris albifrons är en insektsart som beskrevs av Andrej Vasiljevitj Gorochov och Woznessenskij 1999. Diaphanogryllacris albifrons ingår i släktet Diaphanogryllacris och familjen Gryllacrididae. Inga underarter finns listade i Catalogue of Life.